# 120/50 Mod. 1926
Il 120/50 Mod. 1926 era un cannone navale italiano che dagli anni trenta fino alla seconda guerra mondiale equipaggiò moltissime navi della Regia Marina, dalle corvette alle navi da battaglia.

## Storia
La bocca da fuoco fu sviluppata a metà degli anni venti dalla Ansaldo come arma primaria per i cacciatorpediniere della Regia Marina.
La Ansaldo e la Odero-Terni-Orlando (OTO) realizzarono diversi tipi di impianti armati con questo cannone che equipaggiarono le navi da battaglia classe Conte di Cavour (dopo la loro ricostruzione) come armamento secondario antisilurante e diverse classi di cacciatorpediniere come armamento primario fino alla seconda guerra mondiale. Nel dopoguerra, il cannone continuò ad essere usato fino alla radiazione di dette unità da parte della Marina Militare italiana.
Il cannone fu installato in due impianti binati Mod. 1926 sulle cannoniere classe Humaitá realizzate per il Paraguay. Impiegate largamente durante la Guerra del Chaco nel 1932, risultano tuttora in servizio con la Marina paraguayana, con i loro 120/50 originari.

## Tecnica

Due torrette OTO Mod. 1933 della RN Giulio Cesare.

La canna è in acciaio e l'anima ha 36 righe destrorse. L'otturatore è a chiusura laterale. Sugli impianti binati le due bocche da fuoco sono installate sulla stessa culla, formata da due manicotti solidali tra loro. Ogni bocca da fuoco ha due freni di sparo, posizionati inferiormente. La culla, singola o binata, è incavalcata su un affusto a piattaforma, munita di scudatura o di torretta completa. Sugli impianti singoli le manovre di elevazione e brandeggio erano manuali, mentre le installazioni binate erano dotate di sistema elettrico.
Le munizioni erano separate, con cartoccio a sacchetto. La granata da 120/50 pesava 23 kg circa ed era disponibile nelle versioni perforanti (AP), esplosivi (HE), incendiari ed illuminanti.

### Impianti
| Tipo di impianto              | Modello           | Peso      | Elevazione | Classi di navi                                                          |
| Affusto a piattaforma binato  | Ansaldo Mod. 1926 | 20 240 kg | -10°/+45°  | Navigatori (3×2), Dardo (2×2), Folgore (2×2), Humaitá (2×2)             |
| Affusto a piattaforma binato  | Ansaldo Mod. 1936 | 21 600 kg | -10°/+40°  | Soldati I (2×2) e II serie (2×2)                                        |
| Affusto a piattaforma binato  | Ansaldo Mod. 1937 | 21 600 kg | -10°/+42°  | Soldati I (2×2) e II serie (2×2 o 1×2)                                  |
| Affusto a piattaforma binato  | OTO Mod. 1931     | 17 650 kg | -7°/+33°   | Maestrale (2×2), Oriani (2×2)                                           |
| Affusto a piattaforma binato  | OTO Mod. 1933     | 34 000 kg | -10°/+42°  | Conte di Cavour (ricostruite) (6×2)                                     |
| Affusto a piattaforma binato  | OTO Mod. 1936     | 22 800 kg | -10°/+35°  | Maestrale (2×2), Oriani (2×2)                                           |
| Affusto a piattaforma singolo | Ansaldo Mod. 1940 | 12 000 kg | -10°/+45°  | Soldati II serie (1×1 o 2×1), Carabiniere (della Soldati I serie) (1×1) |